# Cuttack
Cuttack är den näst största staden i den indiska delstaten Odisha och är centralort i ett distrikt med samma namn. Folkmängden uppgick till 610 189 invånare vid folkräkningen 2011, med förorter 663 188 invånare.
Staden ligger vid Mahanadis deltahuvud. Den är medelpunkten för Odishas kanalsystem och en mycket viktig station på östkustjärnvägen mellan Chennai och Calcutta.
Cuttack var Odishas huvudstad till 1949. Sedan det har huvudstaden varit Bhubaneswar..